# 薄句大
薄句大（？—335年），东晋十六国时北羌王，黑羌人。
后赵时，薄句大活动于陕西关中北部渭北一带，称四角王。333年（后赵建平四年、东晋咸和八年）石勒去世，后赵石氏集团内讧。334年（东晋咸和九年），长安人陈良夫奔黑羌，薄句大与他联合进攻后赵冯翊（治今陕西大荔县）、北地（治今陕西铜川市耀州区东），被后赵章武王石斌、乐安王石韬夹击，兵败，退保马兰山（今陕西旬邑县北）。后赵军郭敖追至，反被击败，使赵军死者十之七八，迫后赵军退还三城。335年（建武元年），被石斌所率精骑二万及秦、雍二州兵攻击，平定薄句大。